# Galathea squamifera

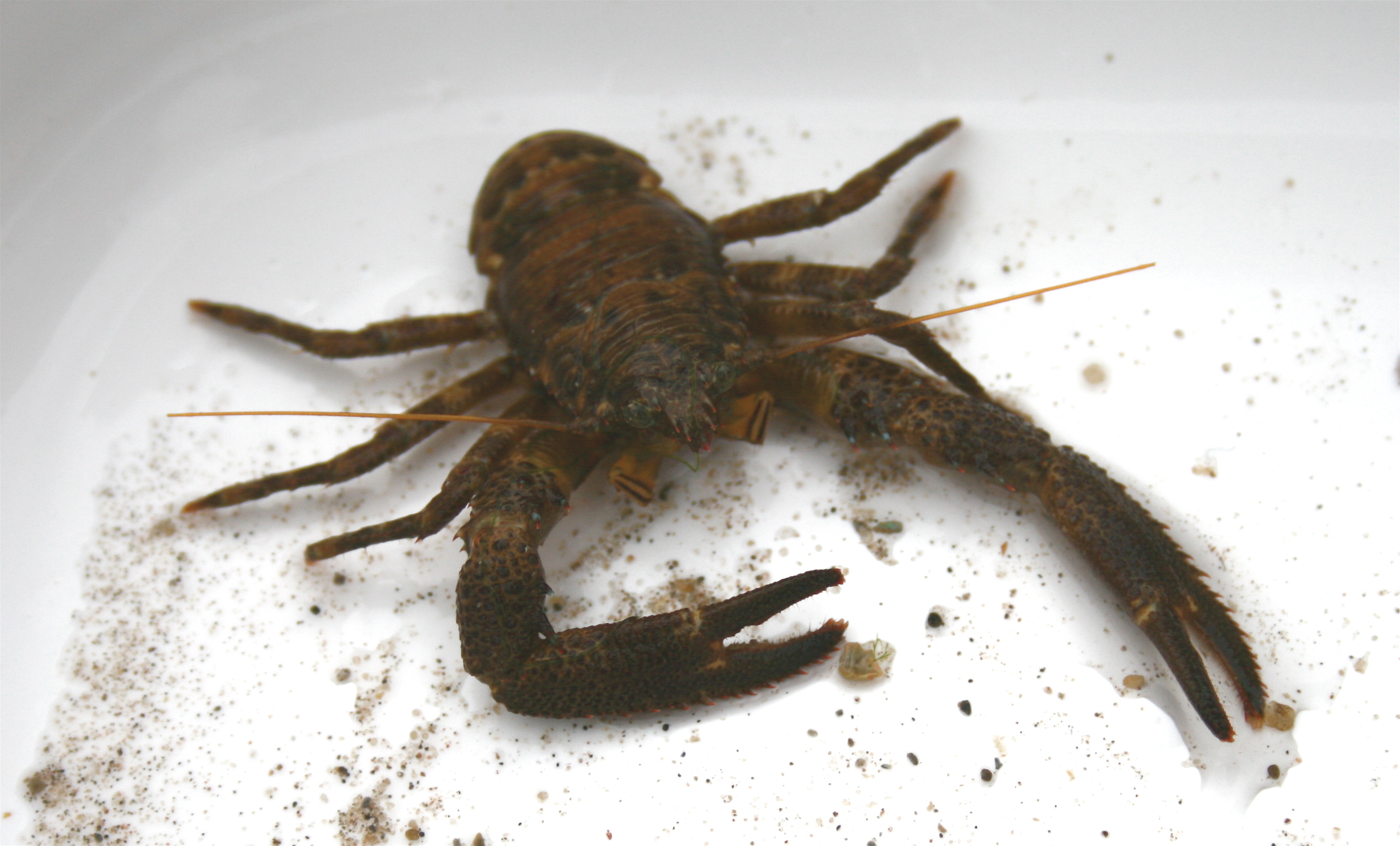
Galathea squamifera

Galathea squamifera Leach, 1814 è un crostaceo decapode  appartenente alla famiglia Galatheidae diffuso nel Mediterraneo e nell'oceano Atlantico. È stata la seconda specie nel genere Galathea a essere descritta.

## Descrizione
È un crostaceo di piccole dimensioni anche per un galateide: il carapace raramente supera i 3 cm di lunghezza, e il corpo, il cui addome è parzialmente ripiegato al di sotto del cefalotorace, si mantiene sui 6,5. Questo, insieme alla colorazione che varia dal ruggine al bruno-verdastro negli adulti, ne permette la facile distinzione da Galathea strigosa. La colorazione dei giovani ha tonalità più tendenti al rosso.
Come le altre specie del genere Galathea, presenta creste trasversali di setae sul carapace, chelipedi tubercolati e un rostro dentato con 4 denti per lato; caratteristiche distintive di questa specie sono la presenza di 4-5 spine sul mero (secondo articolo) del terzo massillipede e due spine nella regione epigastrica (dietro il rostro), una per lato.

## Biologia

### Alimentazione
È detritivoro.

### Predatori
È spesso preda di pesci ossei come Serranus atricauda e Scorpaena porcus.

## Distribuzione e habitat
Ha un areale ampio, che comprende il Mar Mediterraneo, il Mare del Nord (fino alla Norvegia) e l'oceano Atlantico orientale fino alle Azzorre. È comune in Europa settentrionale e la sua località tipo è la costa sud del Devon.
È una specie che tende a nascondersi negli anfratti rocciosi e vive prevalentemente nelle zone ricche di vegetazione acquatica tra i 3 e i 20 m di profondità; gli esemplari giovani possono spingersi anche fino ai 70.